# Злая королева
Злая королева (нем. böse Königin) — вымышленный персонаж и главная антагонистка «Белоснежки», немецкой сказки, записанной Братьями Гримм; похожие истории существуют во всём мире. В последующих адаптациях и продолжениях сказки, включая романы и фильмы, появляются другие версии Королевы. Особенно выделяется диснеевская версия, которую иногда называют королевой Кримхильдой. Персонаж также стал архетипом, вдохновившим другие произведения.
Злая Королева — мстительная злая мачеха Белоснежки, одержимая идеей быть «самой прекрасной в стране». Принцесса Белоснежка вызывает у королевы чувство зависти, поэтому она разрабатывает несколько планов убийства Белоснежки с помощью колдовства. Движущей силой сюжета является волшебное зеркало Королевы. В традиционном окончании сказки Королева подвергается гротескной казни за свои преступления. Сказка служит уроком для детей, предостерегая их от опасности самовлюбленности, гордыни и высокомерия.
В некоторых пересказах сказки королева была переосмыслена или изображена более сочувственно, например, как морально конфликтная или страдающая от безумия, а не как просто злая. В некоторых переосмысленных историях она выступает в качестве главного героя и даже изображается как антигерой или трагический герой.

## Сказка братьев Гримм

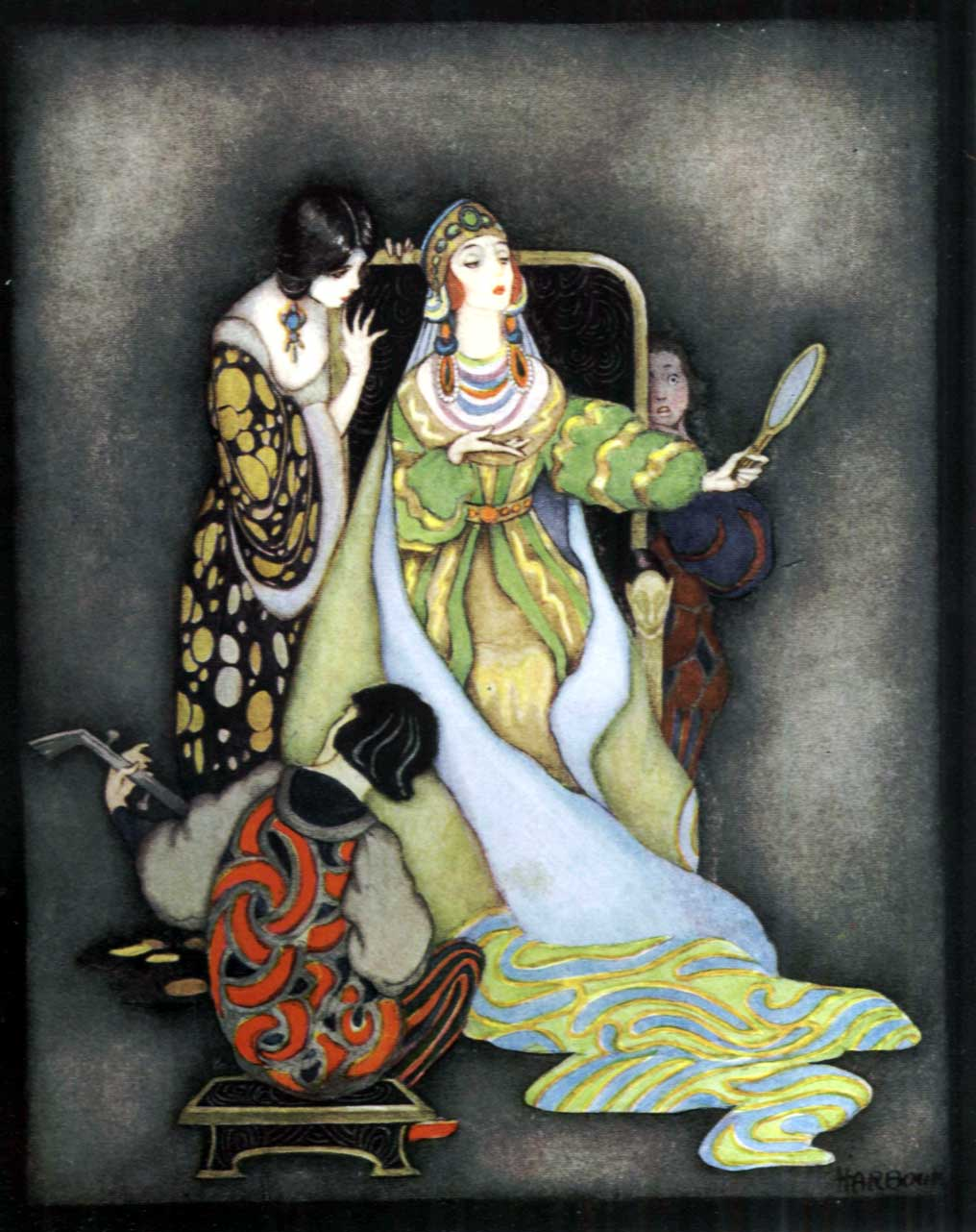
Королева со своим зеркалом, из книги «Моя любимая книга сказок» 1921 г. (иллюстрации Дженни Харбор)

Злая Королева — очень красивая, но гордая и надменная женщина, которая выходит замуж за короля после смерти его первой жены, матери Белоснежки. Злая Королева владеет волшебным зеркалом, которое однажды сообщает ей, что её юная падчерица принцесса Белоснежка превзошла её в красоте.
Решив уничтожить Белоснежку, королева приказывает своему егерю отвести принцессу в лес и убить её. В доказательство того, что принцесса мертва, королева велит ему принести лёгкие и печень Белоснежки. Однако егерь сжалился над Белоснежкой и принёс королеве легкие и печень кабана. Королева приказывает повару приготовить легкие и печень и съедает их.

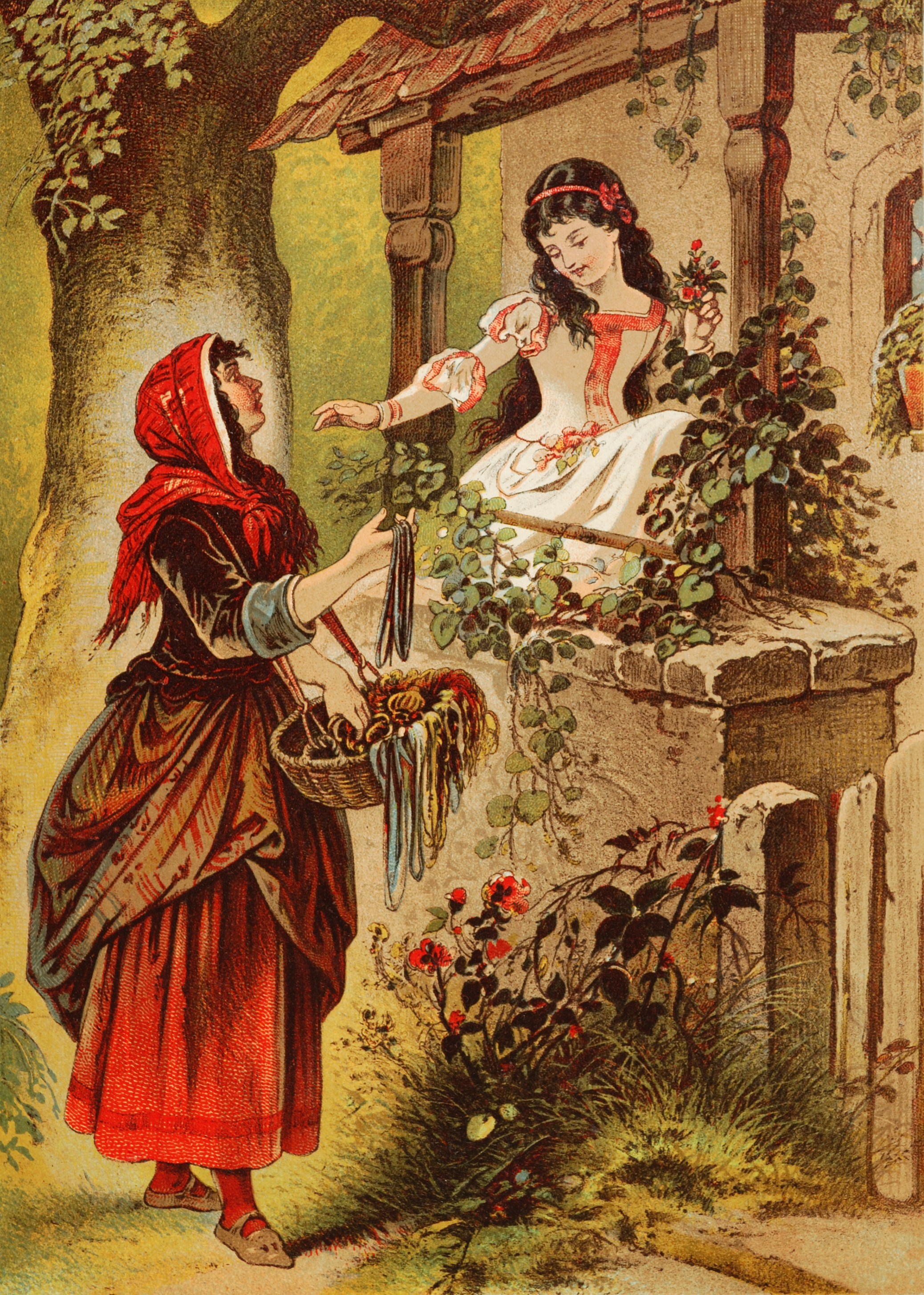
Переодетая Королева, предлагающая Белоснежке кружева (немецкая иллюстрация конца XIX в.)

Королева снова задаёт вопрос зеркалу и узнаёт, что Белоснежка выжила и нашла убежище у семи гномов. Намереваясь убить Белоснежку, она переодевается в старуху-торговку. Она приходит в дом гномов и продает Белоснежке шнурки для корсета, который затягивает слишком туго, пытаясь задушить девочку. Когда это не удается, Королева возвращается в образе продавщицы гребней и обманом заставляет Белоснежку воспользоваться отравленным гребнем. Когда и гребень не убил Белоснежку, Королева снова приходит к Белоснежке под видом жены фермера и даёт Белоснежке отравленное яблоко.
Белоснежку разбудил принц из другого королевства, и они пригласили Королеву на свою свадьбу. Несмотря на страх перед тем, что произойдет, ревность заставляет её прийти на свадьбу. Там её заставляют надеть раскалённые железные башмаки и «танцевать» до тех пор, пока она не умрёт.

### Альтернативные концовки

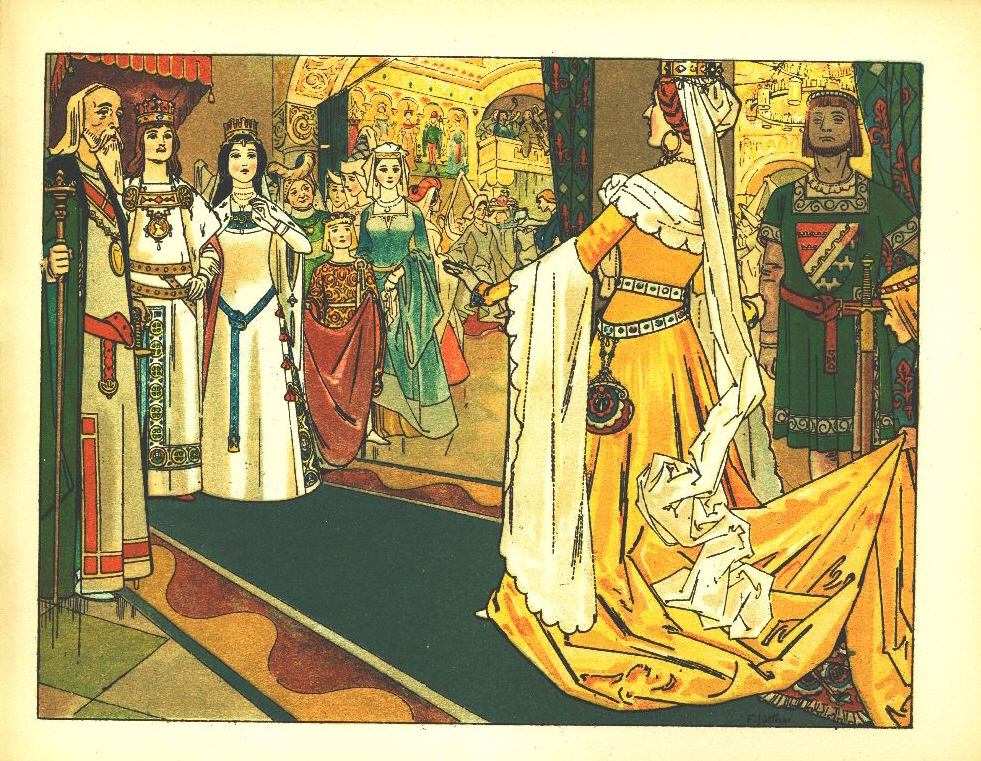
Королева прибывает на свадьбу Белоснежки на немецкой иллюстрации 1905 года

В классической концовке «Белоснежки» Злую Королеву умерщвляют пытками. В современном обществе это часто считается слишком мрачным и потенциально страшным для детей. Уже в первом английском переводе сказки Братьев Гримм, выполненном Эдгаром Тейлором в 1823 году, Королева задыхается от собственной зависти при виде живой Белоснежки. В другом раннем (1871) английском переводе Сюзанны Мэри Полл «смерть королевы от жестокого физического наказания заменяется смертью от самовнушения и саморазрушения», когда от гнева королевы разогреваются её туфли. В других альтернативных концовках королева может просто мгновенно умереть «от гнева» на свадьбе или перед своим зеркалом, узнав об этом, умереть от неудачного замысла (например, от прикосновения к отравленной розе) или провалиться в зыбучие пески, или погибнуть переходя болото по пути в замок после отравления Белоснежки), быть убитой гномами во время погони, быть уничтоженной собственным зеркалом, убежать в лес, после чего её никто не видел, или просто быть изгнанной из королевства навсегда. Как пишет Сара Мейтланд, «мы больше не рассказываем эту часть истории, мы говорим, что она слишком жестока и разобьёт нежные детские сердца».
Поэтому многие (особенно современные) редакции сказки часто изменяют страшный классический конец, чтобы сделать его менее жестоким. В некоторых вариантах вместо смерти королеве просто не дают совершать дальнейшие проступки. Например, книга Фавзии Гилани-Уильямс «Белоснежка: Исламская сказка», например, Белоснежка полностью прощает свою злую мачеху-колдунью, заставляя её раскаяться и искупить вину, что является частью религиозных уроков книги для детей. Однако в том же 2014 году в ходе общенационального опроса, проведённого в Великобритании, Королева из «Белоснежки» была признана самым страшным сказочным персонажем всех времен (на это указали 32. 21 % опрошенных взрослых), около двух третей высказали мнение, что современные сказки слишком «дезинфицированы» для детей. В 1983 году Энтони Бёрджесс заметил: «Читая это, насколько серьезно мы можем к этому относиться? Это сказочное насилие, которое не похоже на реальные ограбления, терроризм и аргентинские пытки».
Шелдон Кэшдан, профессор психологии Массачусетского университета, утверждает, что в соответствии с логикой сказок королеве нельзя было позволить бежать или просто запереть её в темнице или изгнать, поскольку в сказке она изображена «как совершенно отвратительное существо, заслуживающее самого страшного наказания». По его мнению, сказочное повествование также требует, чтобы «если ведьма должна умереть — и остаться мертвой, — она должна умереть так, чтобы её возвращение было крайне маловероятным», и поэтому «читатель должен знать, что смерть ведьмы будет полной и окончательной, даже если это означает, что юные читатели подвергнутся актам насилия, которые являются экстремальными по современным меркам». И наоборот, такие писатели, как Оливер Мэдокс Хьюффер, выражают сочувствие королеве или, как профессор психологии Шарна Олфман, убирают насилие при чтении истории детям, признавая при этом, что в устном рассказе отсутствуют «графические визуальные образы».

### Происхождение и эволюция

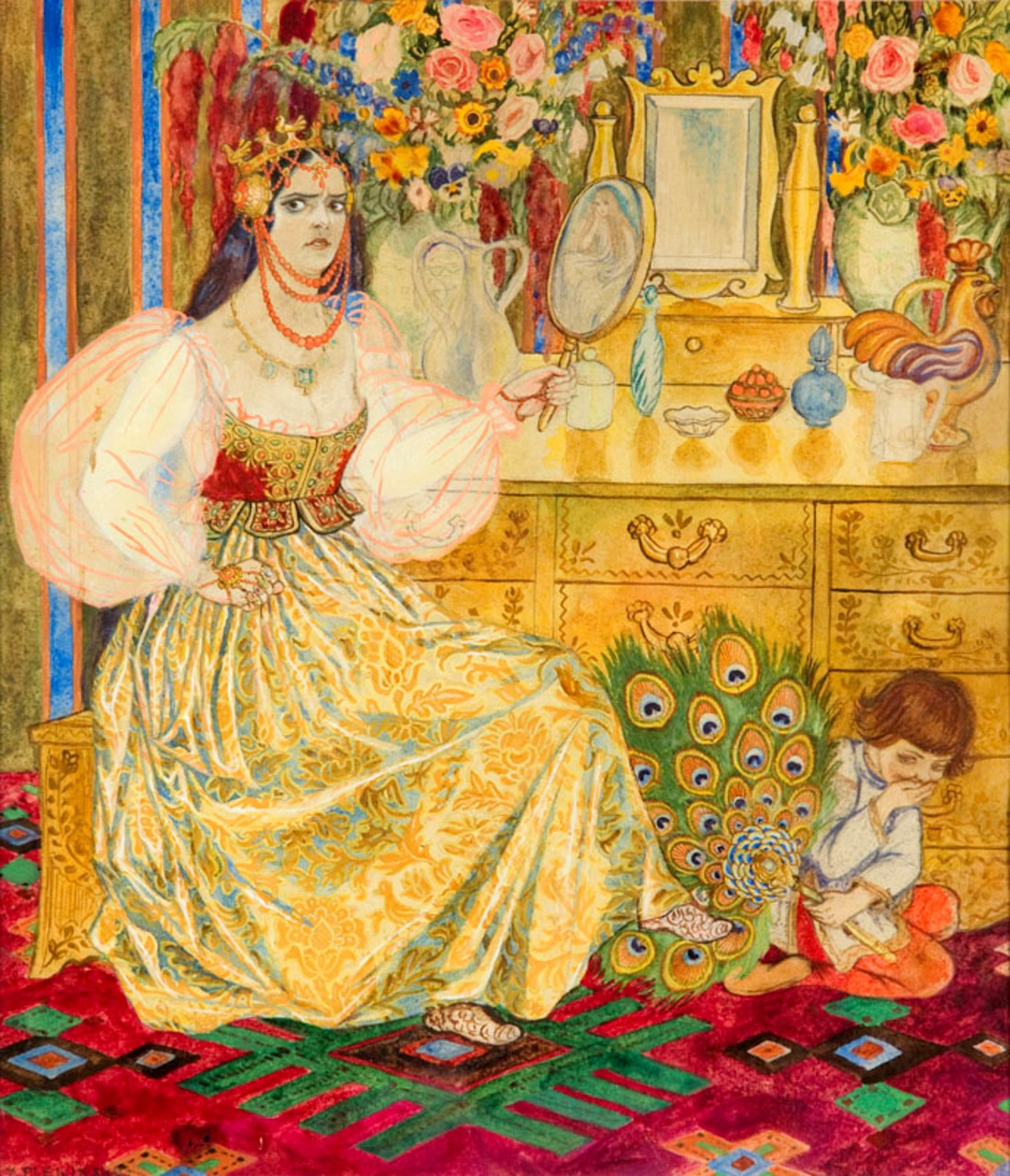
Польская иллюстрация Зофьи Плевиньской-Смидовичевой

В первом издании «Сказок Братьев Гримм» 1812 года королева является биологической матерью Белоснежки. В последующих изданиях после 1819 года было внесено изменение; был добавлен текст о том, что мать Белоснежки умерла, а король женился вторично. Джек Зипс говорит, что это изменение было сделано потому, что Братья Гримм «свято чтили материнство». По словам Кэшдана, «кардинальное правило сказок» гласит, что «героям и героиням разрешается убивать ведьм, колдуний, даже мачех, но никогда — собственных матерей». В 2014 году Зипс издал сборник сказок братьев Гримм в их первоначальном виде, восстановив королеву в качестве матери Белоснежки.
Однако злая мачеха не была неизвестна и в немецких версиях, предшествовавших сборнику братьев Гримм. В 1782 году Иоганн Музеус опубликовал литературную сказку «Рихильда», в которой переосмыслил сказку с точки зрения злодейки. Главная героиня — Рихильда, высокомерная графиня Брабантская, которая в детстве получила в подарок волшебное зеркало, изобретенное её крестным отцом Альбертом Великим. В сказке присутствуют многие элементы гриммовской «Белоснежки»: злая мачеха, волшебное зеркало, отравленное яблоко, наказание в виде танца в раскаленных башмаках.
Хьюффер отметил, что злая мачеха, обладающая магическими способностями и угрожающая юной принцессе, является повторяющейся темой в сказках; похожим персонажем является королева-ведьма в «Диких лебедях» Ханса Христиана Андерсена.[16] Согласно Кенни Клейну, чародейка Керидвен из валлийской мифологии была «квинтиссенциальной злой мачехой, родоначальницей этого персонажа в двух сказках — о Белоснежке и Золушке».
Эквиваленты Злой Королевы можно найти в сказках о Белоснежке по всему миру. В шотландской гэльской устной сказке «Золотое Деревце и Серебряное Деревце» королеву зовут Серебряное деревце, и она биологическая мать героини. Вместо зеркала королевы — говорящая форель, а егерь — родной отец принцессы. Отношения злодеев с Белоснежкой также могут меняться: в разных странах мира иногда встречаются злые сестры или невестки, или злая мать принца. Одним из ранних вариантов сказки была «Молодая рабыня» Джамбаттиста Базиле (1634), где мать героини нечаянно усыпляет её, а пробуждает жестокая и ревнивая тётка, которая обращается с ней как с рабыней.
Уловки королевы также отличаются в зависимости от места действия. В Италии она использует ядовитый гребень, заражённую лепешку или удушающую косу. Во Франции в местной сказке фигурирует отравленный помидор. Доказательства королева требует от охотника (часто её любовника в версиях, отличных от сказки Братьев Гримм): бутылка с кровью, заткнутая пальцем ноги принцессы в Испании, или кишки принцессы и пропитанная кровью рубашка в Италии.
Розмари Эллен Гуили предполагает, что королева из сказки братьев Гримм использует яблоко, потому что оно напоминает об искушении Евы; эта библейская история сотворения мира привела к тому, что христианская церковь стала рассматривать яблоко как символ греха. Многие люди боялись, что яблоки могут нести в себе злых духов, и ведьмы использовали их для отравления. Роберт Г. Браун из Университета Дьюка также проводит связь с историей Адама и Евы, видя в королеве олицетворение архетипа Лилит. Символ яблока издавна традиционно ассоциировался с чарами и колдовством в некоторых европейских культурах, как, например, в случае с островом Авалон («Островом яблок») Феи Морганы.
Диана Пуркисс объясняет смерть королевы в сказке братьев Гримм «народным поверьем в то, что сожжение тела ведьмы лишает её силы, — верованием, которое было следствием (но не причиной) практики сожжения ведьм в Германии». Американское фольклорное общество отмечает, что использование железных башмаков «напоминает о народной практике уничтожения ведьмы с помощью магического действия железа».

## Интерпретации
По мнению некоторых исследователей, таких как Роджер Сейл и профессор Гавайского университета Кристина Бачилега, в сказке присутствует эйджистский подтекст, очерняющий пожилую женщину, которая завидует красоте Белоснежки. Терри Виндлинг пишет, что Королева — «женщина, власть которой проистекает из ее красоты; именно это, как подразумевается в сказке, обеспечивает ей место в иерархии замка. Если внимание короля переключается с его жены на другую, то какая власть остаётся у стареющей женщины? Колдовство, отвечает сказка. Зелья, яды и самозащита».

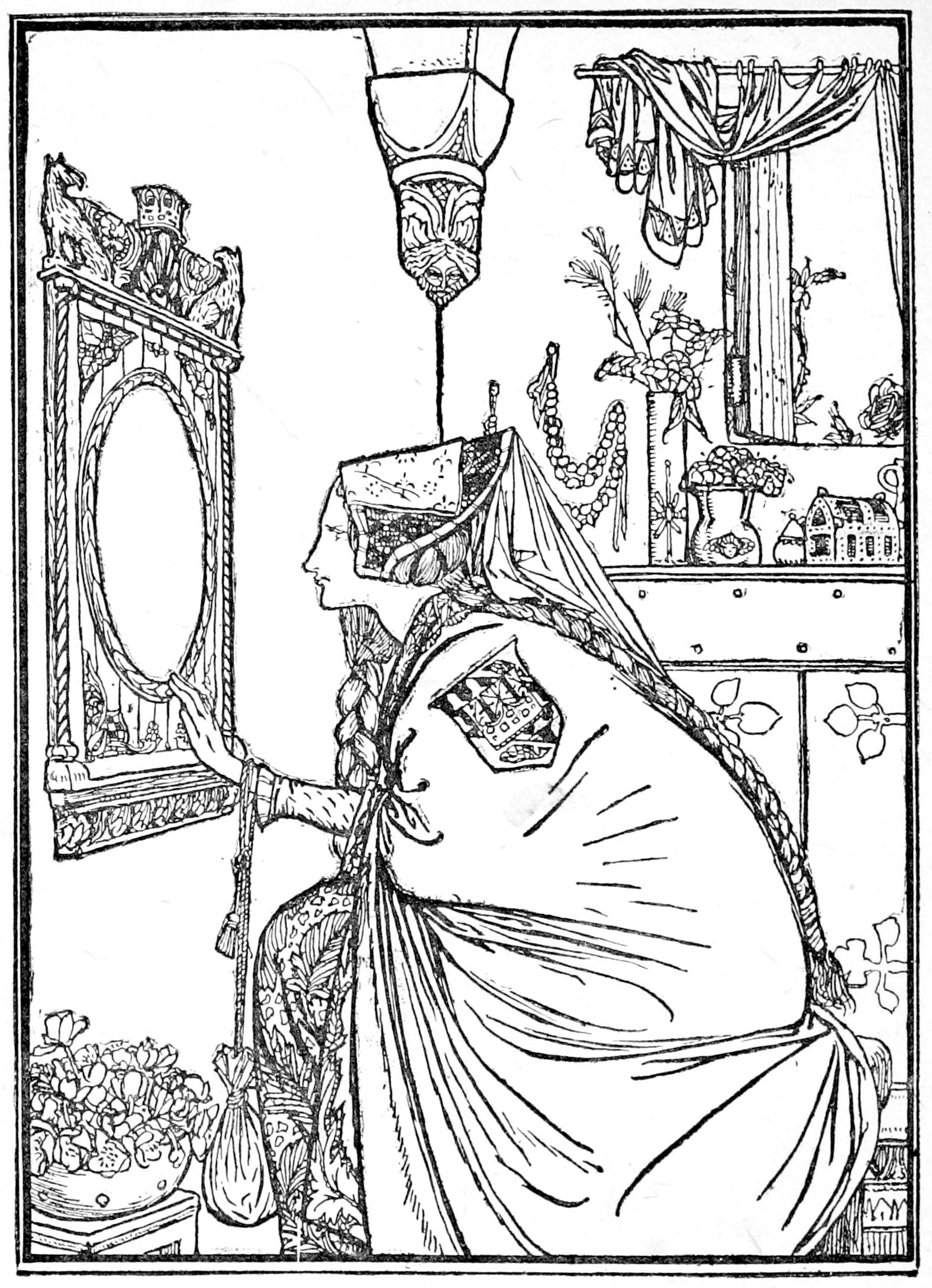
Иллюстрация Роберта Аннинга Белла (1912)

Сандра Гилберт и Сьюзен Губар рассматривают Белоснежку и её мать/мачеху как два женских стереотипа — ангела и чудовища. Тот факт, что в первой версии сказки Братьев Гримм королева была биологической матерью Белоснежки, заставил некоторых психоаналитических критиков интерпретировать «Белоснежку» как историю о подавленном Эдиповом комплексе или о комплексе Электры и сексуальном соперничестве Белоснежки с королевой. По мнению Бруно Беттельгейма, основной мотив сказки — «столкновение сексуальной невинности и сексуального желания»: «в то время как Белоснежка достигает внутренней гармонии, её мачехе это не удается. Не умея интегрировать социальный и антисоциальный аспекты человеческой природы, она остаётся порабощённой своими желаниями и оказывается втянутой в эдипово соревнование с дочерью, из которого не может вырваться. Этот дисбаланс между противоречивыми влечениями становится её гибелью». Кашдан интерпретирует мотивы королевы как «страх, что король найдёт Белоснежку более привлекательной, чем она». Эта борьба настолько доминирует в психологическом ландшафте сказки, что Гилбер и Губар даже предложили переименовать её в «Белоснежку и её злую мачеху».
Кэшдан считает, что злая королева «воплощает нарциссизм, а юная принцесса, с которой идентифицируют себя читатели, — частички ребенка, пытающегося преодолеть эту склонность». Победа над королевой символизирует триумф позитивных сил в себе над тщетными порывами". Таким образом, «смерть ведьмы означает победу добродетели над пороком, знак того, что позитивные силы в „я“ возобладали». Кроме того, «активное участие героини в гибели ведьмы сообщает читателю, что он должен взять на себя активную роль в преодолении своих собственных порочных наклонностей». Аналогичным образом психолог Бетси Коэн пишет о воспринимаемом символизме этого действия: «Чтобы самой не стать злой королевой, Белоснежке необходимо отделиться от этой разрушительной силы внутри себя и убить её». По словам Беттельгейма, «только смерть ревнивой королевы (устранение всех внешних и внутренних потрясений) может сделать мир счастливым».
Что касается способа казни королевы, то такие ученые, как Кашдан, Шелдон Дональд Хаазе и Джон Хэнсон Сондерс, с точки зрения психологии и сюжета утверждают, что наказание королевы соответствует её преступлениям, дает читателю завершение и показывает победу добра над злом. Джо Элдридж Карни, профессор английского языка в Колледже Нью-Джерси, пишет: «И снова система наказания в сказке ужасна, но вполне уместна: женщина, так активно ищущая утверждения у других и жестоко расправляющаяся со своей соперницей, вынуждена устроить публичное зрелище своего физического уничтожения». Так же Мэри Айерс из Медицинской школы Стэнфордского университета пишет, что раскаленные туфли символизируют, что королева «подверглась воздействию своей собственной воспаленной, обжигающе горячей зависти и ненависти». Также было отмечено, что эта концовка перекликается со сказкой «Красные башмачки», которая аналогичным образом «предупреждает об опасности привязанности к внешности».